# Sanford (condado de York)
Sanford es un lugar designado por el censo ubicado en el condado de York en el estado estadounidense de Maine. En el Censo de 2010 tenía una población de 9.761 habitantes y una densidad poblacional de 724,48 personas por km².

## Geografía
Sanford se encuentra ubicado en las coordenadas 43°26′27″N 70°46′45″O / 43.44083, -70.77917. Según la Oficina del Censo de los Estados Unidos, Sanford tiene una superficie total de 13.47 km², de la cual 13.25 km² corresponden a tierra firme y (1.69%) 0.23 km² es agua.

## Demografía
Según el censo de 2010, había 9.761 personas residiendo en Sanford. La densidad de población era de 724,48 hab./km². De los 9.761 habitantes, Sanford estaba compuesto por el 93.89% blancos, el 0.83% eran afroamericanos, el 0.6% eran amerindios, el 2.08% eran asiáticos, el 0% eran isleños del Pacífico, el 0.37% eran de otras razas y el 2.22% pertenecían a dos o más razas. Del total de la población el 1.71% eran hispanos o latinos de cualquier raza.